# Griffier van de Tweede Kamer
De griffier van de Tweede Kamer is het hoofd van het ambtelijke apparaat dat de Nederlandse Tweede Kamer ten dienste staat. Sinds 1815 zijn er zestien griffiers geweest van de Tweede Kamer. De langstzittende was Daniel Veegens, die 34 jaar griffier was.

## Benoeming
Ingevolge artikel 61, tweede lid, van de Nederlandse Grondwet benoemt elk der kamers van de Staten-Generaal een griffier. De functie van griffier van een kamer behoort hiermee tot de constitutionele ambten. De griffier is het hoofd van het ambtelijk apparaat dat de kamer ten dienste staat. De griffier en de overige ambtenaren van de kamers kunnen niet tevens lid van de Staten-Generaal zijn. De griffiers van de Eerste en Tweede Kamer zijn lid van de Association of Secretaries General of Parliaments.

## Lijst van griffiers
- Peter Oskam (vanaf 19 december 2023)
- Geert Jan Hamilton (8 december 2022 tot 19 december 2023 (waarnemend))
- Simone Roos (11 juni 2018 tot 12 november 2022)[1]
- Frans van Dijk (1 augustus 2017 tot 10 juni 2018 (waarnemend))
- Renata Voss (1 september 2015 tot 31 juli 2017)[2]
- Jacqueline Biesheuvel-Vermeijden (1 november 2004 tot 1 september 2015)
- Willem-Hendrik de Beaufort (1 maart 1993 tot 1 november 2004)
- Ton Kerkhofs (1 februari 1986 tot 1 maart 1993)
- Wolter Koops (1 februari 1973 tot 1 februari 1986)
- Pim Schepel (30 oktober 1945 tot 1 februari 1973)
- Lodewijk Albert Kesper (5 november 1931 tot 8 oktober 1945)
- Reint Hendrik de Vos van Steenwijk (2 juli 1920 tot 1 november 1931)
- Abraham Robert Arntzenius (14 mei 1888 tot 16 juni 1920)
- Jacob Dirk Veegens (15 november 1881 tot 27 maart 1888)
- Daniel Veegens (7 maart 1847 tot 15 november 1881)
- Jhr. A.J. van der Heim (19 januari 1843 tot oktober 1846)
- J.L.W. baron de Geer van Jutphaas (20 november 1817 tot 26 november 1842)
- Ch.J.E. van Hulthem, van 1 september 1815 tot 4 november 1817